# ツラノース
D-(+)-ツラノースは還元糖で、構造名はα-D-グルコピラノシル-(1→3)-α-D-フルクトフラノースである。スクロースのアナログで、高等植物では代謝されないが、細胞内のシグナル伝達を担うスクローストランスポーターの活動を通じて生成する。シグナル伝達に関与する他、D-(+)-ツラノースは細菌や菌等の炭素源として用いられる。